# Gahengere
Gahengere är ett vattendrag i Burundi.   Det ligger i provinsen Ngozi, i den norra delen av landet, 70 kilometer nordost om huvudstaden Bujumbura.
Omgivningarna runt Gahengere är en mosaik av jordbruksmark och naturlig växtlighet. Runt Gahengere är det tätbefolkat, med 427 invånare per kvadratkilometer.